# Dot Bikini
Singles de S/mileage
Chotto Matte Kudasai!
(2012) Suki yo, Junjō Hankōki
(2012)
 Dot Bikini  (ドットビキニ) est le 10e single "major" (et 14e single au total) du groupe de J-pop S/mileage, sorti en 2012.

## Présentation
Le single, écrit, composé et produit par Tsunku, sort le 2 mai 2012 au Japon sur le label hachama, trois mois seulement après le précédent single du groupe, Chotto Matte Kudasai!. Il atteint la 6e place du classement des ventes de l'oricon. Il sort aussi en quatre éditions limitées notées "A", "B", "C", et "D", avec des pochettes différentes, une chanson en "face B" différente, et pour les trois premières un DVD différent en supplément (la "D" n'a pas de DVD). Le single ne sort pas cette fois au format "Single V" (DVD contenant le clip vidéo).
C'est le deuxième single de la formation à six membres du groupe.
La chanson-titre figurera sur la compilation S/mileage Best Album Kanzenban 1 qui sort un mois plus tard, ainsi que sur la compilation de fin d'année du Hello! Project Petit Best 13.
La chanson en "face B" de l'édition régulière est une reprise de Koibito wa Kokoro no Ōendan, chanson de Country Musume ni Ishikawa Rika sortie en single en 2001. Celle des éditions limitées est une nouvelle chanson, Smile Blues, interprétée en duo par deux des membres, Kanon Fukuda et Meimi Tamura, sous le nom Smile Shimai (須磨入姉妹).

## Formation
Membres du groupe créditées sur le single :
- Ayaka Wada
- Kanon Fukuda
- Kana Nakanishi
- Akari Takeuchi
- Rina Katsuta
- Meimi Tamura

## Liste des titres
Single CD, édition régulière
1. Dot Bikini  (ドットビキニ?)
2. Koibito wa Kokoro no Ōendan  (恋人は心の応援団?) (reprise d'un titre de Country Musume)
3. Dot Bikini (instrumental)  (ドットビキニ...?)

Single CD, éditions limitées
1. Dot Bikini  (ドットビキニ?)
2. Smile Blues  (すまいるブルース?), par Smile Shimai (須磨入姉妹?)
3. Dot Bikini (instrumental)  (ドットビキニ...?)

DVD de l'édition limitée "A"
1. Dot Bikini (Dance Shot Ver.)  (ドットビキニ...?)

DVD de l'édition limitée "B"
1. Dot Bikini (Minna Shugo Ver.)  (みんな集合 Ver.?)

DVD de l'édition limitée "C"
1. Dot Bikini (Dance Shot Ver. II)  (ドットビキニ...?)